# 丹麥自由黨
左翼，丹麥自由黨（丹麥語：Venstre, Danmarks Liberale Parti），中文中通称丹麦自由党，丹麦语及类似语言中通称左翼，1870年成立，为丹麦最古老政党。自由黨支持自由市場、親商界和溫和保守自由主義政策，是丹麥最大的中間偏右政黨。

## 歷史
自由黨在1870年以「聯合左翼」（Det Forenede Venstre）的名稱成立。該黨由三個議會派系合併而成，在當時的時空背景下屬於左派。自1895年至1910年，該黨黨名為「左翼改革黨」（Venstrereformpartiet），隨後更名為「左翼」（Venstre）。
雖然名稱上為「左翼」，但自由黨傳統上是支持自由貿易與農民利益的政黨。這個傳統依靠農地的基礎因丹麥社會的快速都市化而衰退。自1980年代起，該黨開始進入都會地區。
1910年代，丹麥社會自由黨的分裂，加上社會民主黨的出現迫使自由黨往中間派靠攏，並依賴保守黨在議會的支持下執政。
1960年代後，自由黨向右轉，被重新定位為一個更為古典自由主義的政黨。在1998年安德斯·福格·拉斯穆森帶領下，該黨更加右傾。
2001年大選，自由黨贏得大選，終結過去77年在社會民主黨在議會第一大党地位。2005年大選成功連任，2007年大選，自由黨獲得26%的選票，179席中拿下46席，但領導的中間偏右執政聯盟只有微弱優勢。安德斯·福格·拉斯穆森接任北約秘書長后，現任领袖拉爾斯·勒克·拉斯穆森在2009年就任首相。
2011年大選，自由黨贏得47席，維持议会第一大党地位。但其領導的中間偏右聯盟較中間偏左聯盟少5席，終結十年執政地位。
2015年丹麦大选，自由党赢得34席位列第三位，不过自由党领导的中右翼政党联盟（蓝营）以微弱优势击败以社会民主党为首的中左翼政党联盟（红营），自由党成立少数派政府重新执政，拉尔斯·勒克·拉斯穆森第二次担任首相。
2019年大选中，自由党取得了43席再次成为第二大党，但未能成功组建政府。
2022年大选，自由党痛失20席，以23席勉强保住了第二大党的地位。选后经过谈判，自由党和社会民主党、温和党组建了三党大联合政府，其党魁詹森成为副首相兼国防部长。

### 执政
1901－1909年，1910－1913年，1920－1924年，1926－1929年，1945－1947年，1950－1953年与保守人民党組建聯合政府，1968－1971年与保守人民党和社會自由党組建聯合政府，1973－1975年組建少數政府，1978－1979年与社會自由党組建聯合政府，1982－1988年与保守人民党、中間民主党和基督教人民党組建聯合政府，1988－1990年与保守人民党和社會自由党組建聯合政府，1990－1993年，2001－2011年与保守人民党組建少數聯合政府，2015年单独组成少数派政府。

### 首相
- 埃里克·埃里克森（1950年10月30日－1953年9月30日）
- 保罗·哈特林（1973年12月19日－1975年2月13日）
- 安德斯·福格·拉斯穆森（2001年11月27日－2009年4月5日）
- 拉尔斯·勒克·拉斯穆森（2009年4月5日-2011年10月3日）

## 意識形態
名義上稱為「左翼黨」（Venstre），自由黨是有著北歐農本主義傳統的自由主義政黨，但比其他姊妹政黨更為支持自由市場。 部分人認為自由黨是古典自由主義，該黨前領袖安德斯·福格·拉斯穆森以其著作《從社會國家到小政府》（Fra Socialstat til Minimalstat）而知名。他在著作中宣揚丹麥的福利國家古典自由主義路線改革，包括低稅與政府減少干預政府與個人事務。之後，安德斯·福格·拉斯穆森拋棄先前觀點並稱自由主義為過時的意識形態。
自由黨為國際自由聯盟與歐洲自由民主改革黨成員。

## 稅率政策
2001年自由黨頒布被稱為「停稅」的政策阻止過去8年在社會民主黨主導下的稅務增長。這項政策遭到丹麥左派政黨砲轟，聲稱這項政策是「自私」且「只利富人」。
該黨試圖控制公共開支的增長，然而結果卻不如預期。政府支出每年增長約1%。
2004年，正式實施兩項小型減稅政策：
第一，就業民眾可在5%基礎稅（丹麥語：Bundskat）上減稅3%。這項措施是鼓勵民眾離開社會福利而進入就業市場。
第二，中間稅（丹麥語：Mellemskat）的6%下限，將在未來四年中，每年增加12,000丹麥克朗。這將控制中產階級與兒童家庭的收入壓力。
自由黨避免公布未來的15%最高稅（丹麥語：Topskat）與25%增值稅（Moms）。丹麥所得稅從超低收入家庭的9%-44%到中產階級的44%-62%。85萬丹麥人（就業人口31%）的邊際所得稅稅率為62%，然而實際稅率會低於此數字。

## 1950年开始历任领袖
- 1950年－1965年 埃里克·埃里克森
- 1965年－1977年 保罗·哈特林 （1973－1975年擔任首相）
- 1977年－1984年 赫宁·克里斯托弗森
- 1984年－1998年 乌夫·埃勒曼-延森
- 1998年－2009年 安德斯·福格·拉斯穆森 （2001－2009年擔任首相）
- 2009年－2019年 拉尔斯·勒克·拉斯穆森 （2009－2011年，2015年－2019年擔任首相）
- 2019年8月31日-2019年9月21日（代理） 克里斯蒂安.延森
- 2019年- 雅各布.埃勒曼.詹森

## 外部連結
- 自由黨（页面存档备份，存于） 官方網站